# Bắc Ngụy Minh Nguyên Đế
Bắc Ngụy Minh Nguyên Đế (chữ Hán: 北魏明元帝; 392–423), tên húy là Thác Bạt Tự (拓拔嗣), là hoàng đế thứ hai của triều đại Bắc Ngụy trong lịch sử Trung Quốc. Ông là con trai cả của hoàng đế khai quốc Đạo Vũ Đế. Dưới thời trị vì của ông, lãnh thổ Bắc Ngụy đã không được mở rộng nhiều như dưới thời trị vì của cha ông hoặc của con trai Thái Vũ Đế, song ông đã giúp Bắc Ngụy trở thành một nhà nước ổn định ở phía bắc Trung Quốc, và khởi đầu cho truyền thống họp mặt với các triều thần quan trọng để lắng nghe lời khuyên của họ và đưa ra quyết định cuối cùng. Ông thường được các sử gia coi là một người cai trị thông minh và có óc phân tích.

## Đầu đời
Thác Bạt Tự sinh năm 392, tức sau khi cha Thác Bạt Khuê lập ra Bắc Ngụy vào năm 386 song trước thời điểm Thác Bạt Khuê chinh phục hầu hết lãnh thổ của kình địch Hậu Yên và xưng đế vào năm 399. Mẹ của ông là một thê thiếp được Thác Bạt Khuê sủng ái, Lưu thị, bà là con gái của tộc trưởng Hung Nô Lưu Đầu Quyến (劉頭眷). Ông sinh ra tại kinh đô Vân Trung (雲中, nay thuộc Hohhot, Nội Mông). Thác Bạt Tự là con trai cả của Thác Bạt Khuê, và Thác Bạt Khuê được thuật lại là rất vui mừng trước việc này và đã cho đại xá.
Khi Thác Bạt Tự trưởng thành, ông là một chàng trai trẻ sáng suốt và có lòng tốt, tất cả các hành động của ông đều không phạm phép tắc. Ngược lại, em trai Thác Bạt Thiệu (拓拔紹) của ông lại là một thiếu niên phù phiếm và hung bạo, Thiệu thường bị phụ hoàng trừng phạt, và Thác Bạt Tự đã có gắng uốn nắn hành vi của em trai bằng những lời trách mắng, song điều này lại khiến cho Thác Bạt Thiệu tức giận ông. Năm 403, Thác Bạt Khuê sau khi xưng đế đã phong cho Thác Bạt Tự là Tề vương. Năm 409, Đạo Vũ Đế đã có ý định lập Thác Bạt Tự làm thái tử, song do truyền thống của bộ lạc Thác Bạt có quy định rằng mẹ của người thừa kế sẽ phải chết, Đạo Vũ Đế đã buộc Lưu thị phải tự sát. Đạo Vũ Đế đã triệu Thác Bạt Tự đến và giải thích rằng truyền thống này cũng giống với việc Hán Vũ Đế buộc người thiếp được mình sủng ái là Triệu thị (mẹ của Hán Chiêu Đế) phải chết, lý do đều là để tránh ảnh hưởng quá lớn của ngoại thích đối với một hoàng đế trẻ tuổi. Sau khi Thác Bạt Tự dời khỏi chỗ cha, vì có nhiều tình cảm với mẹ nên ông đã than khóc rất nhiều. Khi nghe được tin, Đạo Vũ Đế đã lại triệu ông vào cung, song do Đạo Vũ Đế vào cuối thời trị vì của mình có xu hướng hoang tưởng và bạo lực rất lớn, các hầu cận của tân thái tử đã đề nghị rằng ông không nên vào cung mà hãy đi ở ẩn tại vùng thôn quê. Thác Bạt Tự đã chấp thuận và làm theo, ông đã chạy khỏi tân đô Bình Thành.
Trong khi đó, Đạo Vũ Đế đã mâu thuẫn với Hạ Lan phu nhân về những tội của con trai Thác Bạt Thiệu nên đã giam cầm và lên kế hoạch giết bà. Hạ Lan phu nhân đã bí mật gửi một tin nhắn cho con trai, bảo Thiệu hãy đến cứu bà. Đáp lại, Thác Bạt Thiệu đã ám sát Đạo Vũ Đế và cố đoạt lấy ngôi vị hoàng đế, ông ta cũng cố gắng nắm lấy quân đội. Thác Bạt Tự hay tin trong cung, đã trở về Bình Thành song lại ẩn thân, cố gắng dần tập hợp những người ủng hộ. Thác Bạt Thiệu đã cố gắng tìm kiếm để trừ khử ông, song các cận binh hoàng cung đã dần quay sang phía Thác Bạt Tự, và họ đã bắt giữ Thác Bạt Thiệu và giải đến chỗ Thác Bạt Tự. Thác Bạt Tự quyết định xử tử Thác Bạt Thiệu, Hạ Lan phu nhân và các cộng sự của Thác Bạt Thiệu. Thác Bạt Tự sau đó lên ngôi hoàng đế.

## Thời kỳ đầu trị vì
Minh Nguyên Đế đối lập với phong cách cai trị độc đoán của cha, ông đã lập ra một hội đồng gồm tám triều thần để cố vấn cho mình trong tất cả các vấn đề quan trọng. Hội đồng chủ yếu là những người Tiên Ti đến từ bộ lạc Thác Bạt, song cũng có người Hán và các sắc tộc khác. Điều này đã trở thành một truyền thống của những người kế vị ngai vàng Bắc Ngụy sau này. Tuy nhiên, trong khi khoan dung hơn cha của mình, ông cũng không tha thứ cho các hành vi sai trái của một số quân sư. Ví dụ, vào năm 413, một trong số các quân sư chủ chốt là Thác Bạt Khuất (拓拔屈), đã đại bại dưới tay quân Hạ trong một trận chiến, và sau đó, khi bại giáng làm thứ sử Tĩnh Châu (并州, nay là trung bộ và nam bộ Sơn Tây) thì lại lơ là nhiệm vụ, và Minh Nguyên Đế đã cho xử tử Khuất.
Năm 410, Minh Nguyên Đế cử một trong số các quân sư của mình là Nam Bình công Bạt Bạt Tung (拔拔嵩) đi đánh Nhu Nhiên, và khi Bạt Bạt Tung bị quân Nhu Nhiên bao vây, Minh Nguyên Đế đã đích thân dẫn quân đi giải vây cho Bạt Bạt. Những năm sau đó, ông thường dời khỏi kinh đô Bình Thành để kiểm tra khả năng phòng thủ ở các mặt phía bắc (với Nhu Nhiên) và phía đông (với Bắc Yên), để chắc chắn rằng đất nước của ông có thể chống lại được kẻ thù. Ông cũng thường cử quân lính đi bình định các bộ lạc nổi loạn.

## Thời kỳ trị vì giữa
Năm 414, Minh Nguyên Đế cử các sứ thần đến Hậu Tần, Bắc Yên, Đông Tấn, và Nhu Nhiên, mục đích là để thiết lập các mối quan hệ hòa bình. Các phái đoàn đến Hậu Tần và Đông Tấn có vẻ đã đạt được thành công, song sứ thần Hốt Nữu Vu Thập Môn (忽忸于什門) đã xung đột với hoàng đế Phùng Bạt của Bắc Yên khi Phùng Bạt yêu cầu Hốt Nữu Vu phải quỳ trước mình, và Phùng Bạt đã giữ Hốt Nữu Vu lại và khước từ việc thiết lập quan hệ với Bắc Ngụy. Còn đoàn sứ thần được cử đến Nhu Nhiên thì khó khăn hơn trong việc đánh giá, vì mặc dù có được thành công ban đầu, đến tết năm 415 thỉ khả hãn Uất Cửu Lư Đại Đàn (郁久閭大檀) của Nhu Nhiên lại tiến hành xâm lược, và Minh Nguyên Đế đã buộc phải đáp trả và buộc Uất Cửu Lư Đại Đàn phải rút lui. Tuy nhiên, đến khi Minh Nguyên Đế cử quân sư Đạt Hề Cân (達奚斤) đi truy kích Uất Cửu Lư Đại Đàn, quân Bắc Ngụy đã gặp phải thời tiết khắc nghiệt và chịu nhiều thương vong do bị tê cóng. Điều này đã dẫn đến một bối cảnh lặp lại kéo dài xuyên thế kỷ, đó là Nhu Nhiên tấn công còn Bắc Ngụy sẽ phản công thành công, song sau đó lại không thể có được chiến thắng quyết định trước Nhu Nhiên.
Cũng vào năm 414, Minh Nguyên Đế bắt đầu lệnh cho Thôi Hạo (崔浩), con trai của quân sư Thôi Hoành (崔宏), dạy cho ông các bản văn cổ xưa như Kinh Dịch và Hồng Phạm (洪範), cả hai đều là các bản văn huyền bí. Ông cũng thường hỏi Thôi Hạo đưa ra những lời dự đoán dựa trên các bản văn này, và chúng thường là chính xác. Thôi Hạo do đó ngày càng được Minh Nguyên Đế tin cậy và hỏi ý kiến trong các quyết định quan trọng.
Năm 415, các vùng miền bắc của Bắc Ngụy bị một nạn đói lớn, khiến cho Minh Nguyên Đế phải tính đến chuyện dời đô về phía nam đến Nghiệp Thành (鄴城, nay thuộc Hàm Đan, Hà Bắc), song Thôi Hạo và Chu Đạm (周澹) lại cho rằng việc di chuyển này sẽ nhanh chóng bộc lộ sự thua kém về số lượng dân cư của người Tiên Ti với người Hán, Minh Nguyên Đế nghe theo và vẫn định đô tại Bình Thành, và chuyển một số người Tiên Ti nghèo khó đến các khu vực ở Hà Bắc hiện nay.
Vào mùa đông năm 415, theo một thỏa ước hòa bình đã đạt được trước đó, hoàng đế Diêu Hưng của Hậu Tần đã gửi con gái của mình là Tây Bình công chúa đến Bắc Ngụy để kết hôn với Minh Nguyên Đế. Ông chào đón công chúa Hậu Tần với một buổi lễ theo nghi thức của một hoàng hậu. Tuy nhiên, theo phong tục của bộ lạc Thác Bạt thì chỉ có phối ngẫu nào có thể tự tay rèn được một tượng vàng thì mới có thể trở thành hoàng hậu, và Tây Bình công chúa đã không thể làm được, do vậy Minh Nguyên Đế chỉ lập bà làm quý phi, song trong cung thì bà có vinh dự của chính thất và hoàng hậu.
Năm 416, tướng Lưu Dụ của Đông Tấn mở một cuộc tấn công lớn vào Hậu Tần, với ý định tiêu diệt nước này. Một hạm đội của Lưu Dụ do tướng Vương Trọng Đức (王仲德) chỉ huy đã tiến gần đến tiền đồn chính duy nhất của Bắc Ngụy ở bờ nam Hoàng Hà là Hoạt Đài (滑台, nay thuộc An Dương, Hà Nam), tướng Uất Trì Kiến (尉遲建) của Bắc Ngụy sợ quân Đông Tấn nên đã bỏ Hoạt Đài và chạy sang bờ bắc Hoàng Hà. Minh Nguyên Đế đã cho xử tử Uất Trì Kiến và sau đó cử sứ giả đến quở trách Lưu Dụ và Vương Trọng Đức, song cả hai đều khẳng định mục tiêu của họ là Hậu Tần chứ không phải Bắc Ngụy, và rằng thành Hoạt Đài sẽ sớm được trao trả khi sau khi chiến dịch kết thúc. (Tuy nhiên, Đông Tấn đã không thực sự trao trả Hoạt Đài, và Bắc Ngụy đã không còn có một sự hiện diện đáng kể nào ở bờ nam Hoàng Hà cho đến năm 422.)
Quân Đông Tấn nhanh chóng chiếm được trọng thành Lạc Dương và sau đó tiến về kinh thành Trường An của Hậu Tần. Vào mùa xuân năm 417, hoàng đế Diêu Hoằng của Hậu Tần đã yêu cầu sự trợ giúp khẩn cấp của Bắc Ngụy. Minh Nguyên Đế đã triệu tập hội đồng các quân sư và xem xét liệu có nên khởi binh ngăn chặn quân Đông Tấn tiến binh để bảo vệ Hậu Tần hay không. Hầu hết các quân sư lo sợ rằng Lưu Dụ cũng muốn tiến đánh Bắc Ngụy nên đã đề xuất Minh Nguyên Đế hãy đánh chặn quân Đông Tấn. Tuy nhiên, Thôi Hạo lại nói rằng nếu làm vậy sẽ biến Bắc Ngụy trở thành mục tiêu tấn công của Đông Tấn, và Minh Nguyên Đế đã phần nào đồng ý, song vẫn cử khoảng 10 vạn lính do Bạt Bạt Tung chỉ huy đi bảo vệ bờ bắc Hoàng Hà để chuẩn bị cho trận chiến. Nếu một tàu của Đông Tấn bị gió thổi đến bờ bắc, quân Bắc Ngụy sẽ bắt giữ chiếc tàu và giết chết hoặc bắt giữ toàn bộ thủy thủ, và khi quân Đông Tấn đổ bộ lên bờ bắc, quân Bắc Ngụy tạm thời rút lui, và sau đó tái lập thế phòng thủ ở bờ bắc ngay sau khi quân Đông Tấn trở lại thuyền. Giận dữ trước sự quấy rối này, Lưu Dụ đã cử tướng Đinh Ngổ (丁旿) dẫn quân đổ bộ lên bờ bắc và giáng cho quân Bắc Ngụy một thất bại lớn. Điều này đã chấm dứt các nỗ lực của Minh Nguyên Đế nhằm cứu Hậu Tần, và từ đó cũng không còn các trận đánh nào giữa Bắc Ngụy và Đông Tấn trong suốt chiến dịch. Trong khi Minh Nguyên Đế vẫn lên kế hoạch cắt đường của Lưu Dụ nếu quân Hậu Tần có thể chặn được quận quân Đông Tấn, thì Lưu Dụ đã chiếm được Trường An và tiêu diệt Hậu Tần vào mùa thu năm 417, và kế hoạch của Minh Nguyên Đế đã không thể thực hiện. Nhiều quan lại cũ của Đông Tấn từng đối đầu với Lưu Dụ đã chạy trốn từ Hậu Tần sang Bắc Ngụy, và Minh Nguyên Đế thậm chí đã ra lệnh rằng bất kỳ ai có thể cứu giúp và đưa các thành viên hoàng tộc họ Diêu đến Bình Thành đều sẽ được trọng thưởng. (Tuy vậy, hầu hết các thành viên hoàng tộc Hậu Tần đã bị Lưu Dụ bắt và giết chết.)

## Thời kỳ trị vì cuối
Năm 418, Minh Nguyên Đế mở một chiến dịch tấn công Bắc Yên và bao vây kinh thành Hòa Long (和龍, nay thuộc Cẩm Châu, Liêu Ninh) của nước này, song đã không thể chiếm được thành và buộc phải rút quân.
Năm 422, Minh Nguyên Đế bị ốm nặng, rõ ràng là do thuốc của các nhà giả kim thuật đưa cho ông để nhằm "kéo dài tuổi thọ". Ông đã tham khảo ý kiến của Thôi Hạo về những gì mình sẽ phải làm để chuẩn bị cho các sự kiện sau khi qua đời. Thôi Hạo đã dự đoán rằng ông sẽ phục hồi, song khuyên ông hãy lập người con trai cả là Thác Bạt Đảo làm thái tử, và sau đó chuyển giao một số quyền lực cho thái tử. Bạt Bạt Tung cũng chấp thuận, nên Minh Nguyên Đế đã lập Thác Bạt Đảo làm thái tử, và thậm chí còn cho thái tử cai trị như một hoàng đế thứ hai. Ông cũng ủy thác cho các quân sư chủ chốt gồm Bạt Bạt Tung, Thôi Hạo, Đạt Hề Cân, An Trì Đồng (安遲同), Khâu Mục Lăng Quan (丘穆陵觀), và Khâu Đôn Đôi (丘敦堆) làm các quân sư cho thái tử. Từ thời điểm này trở đi, hầu hết các vấn đề, đặc biệt là đối nội, đều do Thái tử quản lý, còn bản thân Minh Nguyên Đế chỉ quyết định các vấn đề quan trọng.
Đến năm 422, sau khi hay tin về cái chết của Lưu Dụ (Lưu Dụ đã đoạt lấy ngai vàng Đông Tấn vào năm 420 và lập ra triều đại Lưu Tống), Minh Nguyên Đế đã đoạn tuyệt quan hệ với Lưu Tống và triệu tập hội đồng các quân sư, thông báo cho họ rằng ông có kế hoạch tấn công và chiếm lấy ba trọng thành ở phía nam Hoàng Hà từ tay Lưu Tống, gồm: Lạc Dương, Hổ Lao, và Hoạt Đài. Thôi Hạo đã phản đối hành động này, nên Minh Nguyên Đế đã ủy thác cho Đạt Hề Cân làm chỉ huy đội quân tiến đánh Lưu Tống.
Đạt Hề Cân đầu tiên cho quân bao vây Hoạt Đài, song sau đó đã không thể nhanh chóng chiếm được thành, Minh Nguyên Đế đã đích thân dẫn quân tiến về phía nam để trợ giúp cho Đạt Hề. Ông cũng lệnh cho thái tử Đảo dẫn một đội quân đến vùng biên giới phía bắc nhằm chống lại một cuộc tấn công của Nhu Nhiên. Hoạt Đài sau đó thất thủ, và Đạt Hề Cân tiến gần đến Hổ Lao và Lạc Dương. Trong lúc này, Minh Nguyên Đế cũng cử các tướng Nga Thanh (娥清), Lư Đại Phì (閭大肥), Phổ Cơ (普幾), và Ất Chiên Kiến (乙旃建) tiến về phía đông, chiếm được một vài quận ở tây bộ Sơn Đông ngày nay. Tuy nhiên, trong khi các thành khác tại Thanh Châu (青州, nay là trung bộ và đông bộ Sơn Đông) thất thủ, quân Bắc Ngụy đã không thể chiếm được đô phủ của Thanh Châu, tức Đông Dương (東陽, nay thuộc Thanh Châu, Sơn Đông), và cuối cùng đã buộc phải rút lui sau khi đã cạn nguồn lương thảo và một phần lớn binh sĩ bị ốm. Quân Bắc Ngụy cũng sa lầy khi bao vây Hổ Lao, nơi này được Đông Tấn giao cho Mao Đức Tổ (毛德祖) phòng thủ, song lại chiếm được Lạc Dương và Hứa Xương (許昌, nay thuộc Hứa Xương, Hà Nam) vào mùa xuân năm 423, cắt đứt đường tiếp viện của Đông Tấn với Hổ Lao. Đến mùa hè năm 423, Hổ Lao thất thủ. Chiến dịch sau đó đã dừng lại, Bắc Ngụy đã kiểm soát phần lớn Hà Nam và tây bộ Sơn Đông hiện nay.
Năm 423, Minh Nguyên Đế cũng bắt đầu một kế hoạch xây dựng lớn, đó là xây một thành lũy tại vùng biên giới phía bắc để phòng thủ trước các cuộc tấn công của Nhu Nhiên.
Vào mùa đông năm 423, Minh Nguyên Đế qua đời. Thái tử Đảo lên ngôi, tức Thái Vũ Đế.